# نانا منساه
نانا منساه (بالإنجليزية: Nana Mensah)‏ (19 يناير 1989 في الولايات المتحدة - ) هو لاعب كرة قدم أمريكي في مركز الوسط.

## وصلات خارجية
- نانا منساه على موقع قاعدة بيانات كرة القدم.إي يو (الإنجليزية)
- نانا منساه على موقع ناشيونال فوتبول تيمز (الإنجليزية)
- نانا منساه على موقع Soccerway.com (الإنجليزية)